# Château de Stockem
Le château de Stockem (en allemand Burg Stockem) est un château situé à Stockem dans la ville belge d'Eupen. Le château actuel date des XVIIIe et XIXe siècles, mais il existait déjà un château à cet endroit dès le XIIe siècle.

## Historique
Dès 1172, il est fait mention d'un seigneur de Stockem. Il y aurait déjà eu un précurseur du château actuel à cette époque. En 1335, le château est mentionné pour la première fois par écrit comme siège de la seigneurie de Stockem et Eupen. Ce château tombe en ruine vers 1600. Parmi les seigneurs de Stockem (qui portaient le titre de baron), on peut citer le général Franz-Wilhelm Reichsgraf von Maigret und Eupen. En 1686, il participe à la conquête de Budapest sur les Turcs par les Autrichiens.
En 1778, la basse-cour a presque entièrement brûlé.
En 2010, le portail est entièrement restauré.

## Bâtiment
Les bâtiments actuels datent principalement des XVIIIe et XIXe siècles. Au sud de la cour intérieure se trouve le bergfried, autrefois tour d'habitation entourée de douves, reconstruite en 1502. En 1778, le portail d'entrée avec ses tours rondes est construit par Peter Vercken. Il fait également construire le corps de logis qui se trouve entre le portail d'entrée et le donjon. Il réduit également la hauteur du donjon.